# Liste der denkmalgeschützten Objekte in Enzenkirchen
Die Liste der denkmalgeschützten Objekte in Enzenkirchen enthält die 4 denkmalgeschützten, unbeweglichen Objekte der Gemeinde Enzenkirchen im Bezirk Schärding (Oberösterreich).

## Denkmäler
| Foto |                 | Denkmal                                                                           | Standort                                 | Beschreibung | Metadaten |
| ---- | --------------- | --------------------------------------------------------------------------------- | ---------------------------------------- | --- | --- |
| ja   | Datei hochladen | Heimatmuseum, Mesnerhaus HERIS-ID: 73064 Objekt-ID: 86348                         | Hauptstraße 16 Standort KG: Enzenkirchen | Die Einrichtung des Heimathauses „Eichinger“ wurde 1993 vom Gemeinderat beschlossen. Ausgestellt werden bemalte Sauwaldmöbel, Bücher aus dem 16. und 17. Jahrhundert sowie eine Mineraliensammlung.           | BDA-Hist.: Q38131896 Status: § 2a Stand der BDA-Liste: 2025-06-30 Name: Heimatmuseum, Mesnerhaus GstNr.: .11/2                                          |
| ja   | Datei hochladen | Kath. Pfarrkirche hl. Nikolaus HERIS-ID: 52103 Objekt-ID: 58281                   | Kirchengasse Standort KG: Enzenkirchen   | Eine einschiffige gotische Kirche aus dem 15. Jahrhundert. Der achteckige Turmaufsatz mit dem Zwiebelhelm stammt aus dem 17. Jahrhundert.                                                                     | BDA-Hist.: Q26205558 Status: § 2a Stand der BDA-Liste: 2025-06-30 Name: Kath. Pfarrkirche hl. Nikolaus GstNr.: .10 Saint Nicholas Church (Enzenkirchen) |
| ja   | Datei hochladen | Bauern- und Handwerkerhaus, Bachmairschusterhaus HERIS-ID: 73086 Objekt-ID: 86371 | Mühlwitraun 6 Standort KG: Enzenkirchen  | Gebäude in Blockbauweise mit unveränderter Innenstruktur im Wohnbereich. | BDA-Hist.: Q38131927 Status: Bescheid Stand der BDA-Liste: 2025-06-30 Name: Bauern- und Handwerkerhaus, Bachmairschusterhaus GstNr.: 1828               |
| ja   | Datei hochladen | Hausberg Straßwitraun HERIS-ID: 47043 Objekt-ID: 49528                            | Straßwitraun Standort KG: Jagern         | Der Hausberg Straßwitraun wurde bereits im 19. Jahrhundert völlig zerstört. Dabei wurde der Burgstallhügel abgetragen und mit dem Material desselben wurde der den Burghügel umgebenden Ringweiher zugefüllt. | BDA-Hist.: Q14906515 Status: Bescheid Stand der BDA-Liste: 2025-06-30 Name: Hausberg Straßwitraun GstNr.: 413 Burgstall Straßwitraun                    |